# Promontorium Agarum

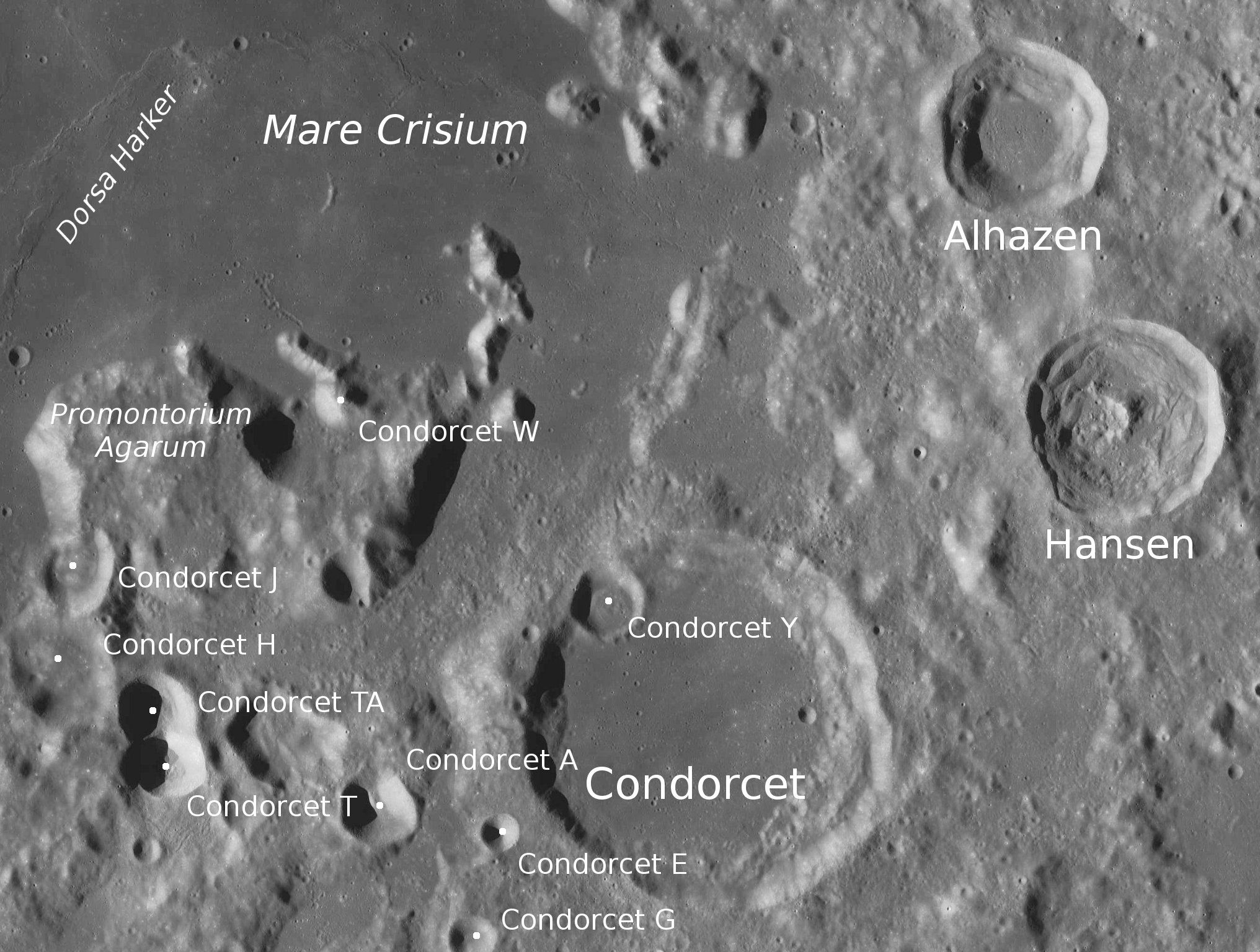
Promontorium Agarum i okolice na zdjęciu z sondy LRO

Promontorium Agarum – przylądek na powierzchni Księżyca o średnicy około 62,46 km. Promontorium Agarum znajduje się na współrzędnych selenograficznych ☾ 13,87°N 65,73°E/13,870000 65,730000 na obszarze Mare Crisium.
Nazwa grzbietu została nadana w 1935 roku przez Międzynarodową Unię Astronomiczną i pochodzi od przylądka na Morzu Azowskim.